# Opferperspektive (Organisation)
Die Opferperspektive e. V. ist ein gemeinnütziger Verein mit Sitz in Potsdam. Der Verein errichtete im Jahr 2000 die erste Beratungsstelle für Opfer rechter Gewalt in Deutschland. Diese bietet eine aufsuchende Beratung  im Land Brandenburg. Er recherchiert und erfasst systematisch landesweit Fälle rechter Gewalttaten und thematisiert rechte Gewalt aus Sicht der Opfer. Die Opferperspektive ist Mitglied im bundesweiten „arbeitskreis der opferhilfen“ (ado) und im Brandenburger „Aktionsbündnis gegen Gewalt, Rechtsextremismus und Fremdenfeindlichkeit“.

## Organisation und Zielsetzung
Gegründet wurde die Opferperspektive 1998 mit dem Ziel, der Verharmlosung von Rechtsextremismus die praktische Solidarität mit den Opfern entgegenzusetzen. Aus dieser Initiative entstand mit dem Verein Opferperspektive im Jahr 2000 die erste Beratungsstelle für Opfer rechter Gewalt in Deutschland. 2001 wurde die Arbeit vom Bundesministerium für Familie, Senioren, Frauen und Jugend im Rahmen des Bundesprogramms „CIVITAS – initiativ gegen Rechtsextremismus“ gefördert und bildete den Ausgangspunkt für den Aufbau vergleichbarer Einrichtungen in allen neuen Bundesländern und Berlin. Seit dem 1. Juli 2007 wird der Verein vom Bildungsministerium des Landes Brandenburg im Rahmen des CIVITAS-Nachfolgeprogramms Kompetent für Demokratie gefördert.
Die Mitglieder des Vereins Opferperspektive sehen laut Satzung „ihre Aufgabe in der Schaffung gesellschaftlicher Verhältnisse, in denen jeder Mensch, gleich welchen nationalen, ethnischen, religiösen, sexuell-orientierten oder weltanschaulichen Hintergrunds, frei und ohne Angst sich bewegen und gleichberechtigt am gesellschaftlichen Leben teilhaben kann“.
Durch den Schutz von Minderheiten gegenüber rechtsextrem motivierter Gewalt setzt sich der Verein für die „die Förderung von Demokratie“ ein. Darüber hinaus wirkt der Verein „im Bereich Kriminalprävention, bei der Hilfe für Opfer von Straftaten und unterstützt Personen, die angegriffen worden sind und infolgedessen auf die Hilfe anderer angewiesen sind. Er fördert und unterstützt Maßnahmen im Bereich Bildung und Jugendhilfe.“
Der Verein Opferperspektive unterhält in Potsdam eine Geschäftsstelle und beschäftigt acht Mitarbeiter.

## Begriffserklärung: Opferperspektive
Die Beratungseinrichtung will laut Selbstverständnis der Perspektive der Opfer rechter Gewalt öffentliches Gehör verschaffen. Die Arbeit des Vereins basiert auf der konsequenten Parteinahme auf Seiten der Opfer. Ziel der Unterstützung ist es, Gewalttaten so weit wie möglich ihre Wirkung zu nehmen. Dem Betroffenen sollen Wege eröffnet werden, damit er sich nicht aus dem sozialen Leben zurückzieht. Aus dem Verständnis heraus, das rechtsmotivierte Gewalt gesellschaftliche und politische Ursachen hat, beschränkt sich der Verein nicht darauf, den Opfern individuelle Unterstützung zukommen zu lassen. Programmatisch heißt es hierzu: „Das Interesse der Opfer rechter Gewalt ist es jedoch nicht nur, so gut wie möglich die Folgen eines Angriffs zu verarbeiten. Der Angriff hätte nicht geschehen dürfen und darf nicht wieder geschehen. Die gesellschaftlichen Bedingungen, die den Angriff möglich gemacht haben, müssen sich ändern.“ Hierfür eröffne die Perspektive der Opfer wichtige Aufschlüsse und ermögliche Lernprozesse für die Unterstützer. Dadurch sollen Solidarisierungsprozesse mit den Opfern angeregt und rechtsextremen Straftaten soll präventiv entgegengewirkt werden.

## Beratungsangebot und Monitoring
Die Opferperspektive bietet eine Beratung für Opfer rechter Gewalt, deren Freunde und Angehörige sowie Zeugen. Die Beratung ist kostenlos, vertraulich und parteilich. Die Berater kommen an einen Ort, den das Opfer bestimmen kann. Wenn keine ausreichenden Kenntnisse der deutschen Sprache vorhanden sind, wird die Beratung durch Dolmetscher unterstützt, die von der Opferperspektive gestellt werden. Ohne Einverständnis des Betroffenen werden keine Informationen an Dritte weitergegeben, auch nicht an die Polizei. Die Beratung ist nicht an eine Strafanzeige geknüpft.
Die Opferperspektive orientiert sich an den Bedürfnissen und Wünschen der Beratungssuchenden und versucht diese in den Schritten zu unterstützen, die nötig sind, die Folgen der Gewalttat zu verarbeiten. Dazu gehören in der Regel:
- Psychosoziale Beratung,
- Beratung zur Anzeigenstellung,
- Begleitung zur Polizei, zu Behörden und Ärzten,
- Begleitung in gerichtlichen Verfahren,
- Klärung der Entschädigungsansprüche z. B. nach dem Opferentschädigungsgesetz (OEG) und Antragsberatung,
- Öffentlichkeitsarbeit und Kontakt zu Medien,
- Vermittlung zu Menschen vor Ort, die Unterstützung leisten können.

Im Rahmen dieser Tätigkeit hat die Opferperspektive ein Recherchenetzwerk und ein System des Monitoring für rechtsmotivierte Gewalttaten in Brandenburg aufgebaut. Im Rahmen des CIVITAS-Programms wurden von 2002 bis 2006 mit Vereinen in den übrigen ostdeutschen Ländern gemeinsame Standards entwickelt. Seit 2005 wird eine gemeinsame Datenbank verwendet, die eine Erfassung rechtsmotivierter Gewaltdelikte in Ostdeutschland ermöglicht und die polizeilichen Daten über Täter und Tätergruppen durch die Erfassung von Daten über Opfer und Opfergruppen ergänzt.

## Veröffentlichungen
Die Opferperspektive e. V. gibt regelmäßig einen Newsletter unter dem Titel „Schattenberichte“ heraus. Er erscheint mehrmals im Jahr und berichten über aktuelle Entwicklungen in Brandenburg und die Arbeit der Beratungsstelle.
Darüber hinaus publiziert der Verein Ratgeber, Einzeluntersuchungen und Informationsbroschüren.

## Weitere Projekte
Seit 2004 ist der Verein Kurator der Wanderausstellung Opfer rechter Gewalt. Die Ausstellung von Rebecca Forner porträtiert 136 Menschen, die von 1990 bis 2005 rechter Gewalt zum Opfer fielen. Die Wanderausstellung wird von der Opferperspektive an Vereine, Initiativen und Institutionen verliehen. Seit 2011 gibt es die modifizierte Version der Ausstellung mit 169 Tafeln für die Todesopfer rechter Gewalt.
In Kooperation mit der polnischen Organisation Nigdy Wiêcej („Nie wieder“) begleitete der Verein im Jahr 2008 ein Projekt zur Vernetzung zivilgesellschaftlicher Organisationen im Bereich Monitoring rechtsextremer Gewalttaten und Hilfe für Opfer in Polen und Deutschland. Die Projektergebnisse sind in der von Nigdy Więcej und der Opferperspektive herausgegebenen Untersuchung Crime Monitoring and Victim Assistance in Poland and Germany zusammengetragen.  Kernstück der Untersuchung bildet die Auswertungen von Interviews mit Initiativen und Nichtregierungsorganisationen, die in den Bereichen Monitoring/Dokumentation sowie der Beratung von Opfern aktiv sind.

## Finanzierung
Die Beratung für Opfer rechter Gewalt wird seit dem zweiten Halbjahr 2007 von der Landesregierung Brandenburg im Rahmen des Handlungskonzepts „Tolerantes Brandenburg“ gefördert. Die Fördergelder stammen aus dem Bundesprogramm „Beratungsnetzwerke“, das an die Stelle des CIVITAS-Programms getreten ist. Die Öffentlichkeits- und Bildungsarbeit – Ausstellungen, Publikationen, Studien, Seminare und Veranstaltungen – wird nach Angaben des Vereins aus Zuschüssen sowie durch Kooperationen finanziert. Etwa 20 Prozent der Einnahmen stammen unter anderem aus Spenden, Bußgeldern, privaten Zuschüssen, während ungefähr 80 Prozent staatliche Zuschüsse sind (hauptsächlich aus dem Landeskonzept „Tolerantes Brandenburg“ sowie aus dem Bundesförderprogramm „Beratungsnetzwerke“).

## Preise
- 2000: Carl-von-Ossietzky-Medaille der Internationalen Liga für Menschenrechte
- 2004: Preis des Bündnisses für Demokratie und Toleranz „Aktiv für Demokratie und Toleranz“